# NMBS/SNCB-Tenderreihe 19
Die Tenderreihe 19 war eine Schlepptenderreihe der Nationalen Gesellschaft der Belgischen Eisenbahnen (NMBS/SNCB).

## Geschichte
Dieser dreiachsige Tendertyp wurde speziell für die 1939 in Dienst gestellten Stromlinienlokomotiven der NMBS/SNCB-Reihe 12 konstruiert.
Dazu wurden vorhandene Tender der Reihe 18 in der Zentralwerkstatt in Mechelen umgebaut und bekamen eine Stromlinienverkleidung. 
Verwendet wurden die Tender-Nummern 24119, 24168, 24188, 24338, 24352 und 24377.
Tender Nr. 24604 ist erhalten und steht heute zusammen mit der Lokomotive 12004 im Museum Train World in Brüssel.